# Caragana gerardiana
Caragana gerardiana är en ärtväxtart som beskrevs av George Bentham. Caragana gerardiana ingår i släktet karaganer, och familjen ärtväxter. Inga underarter finns listade i Catalogue of Life.